# Nitidoguina quatei
Nitidoguina quatei är en insektsart som beskrevs av Young 1986. Nitidoguina quatei ingår i släktet Nitidoguina och familjen dvärgstritar. Inga underarter finns listade i Catalogue of Life.